# Pimpla praesecta
Pimpla praesecta är en stekelart som beskrevs av Forster 1888. Pimpla praesecta ingår i släktet Pimpla och familjen brokparasitsteklar. Inga underarter finns listade i Catalogue of Life.